# Lautinhac
Lautinhac (topònim occità; el nom francès oficial és Lautignac) és un municipi francès, situat a la regió d'Occitània, departament de l'Alta Garona.